# Yulong mini
Yulong — викопний рід похідних динозаврів-тероподів овірапторидів, відомий із пізньокрейдяної формації Цюпа в провінції Хенань, центральний Китай. Він містить один вид, Yulong mini. Відомо з багатьох молодих екземплярів, які представляють одні з найменших відомих овірапторидів, а також з одного недорослого зразка.

## Галерея

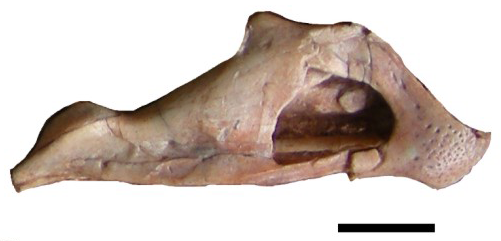
Нижня щелепа, HGM 41HIII-0109
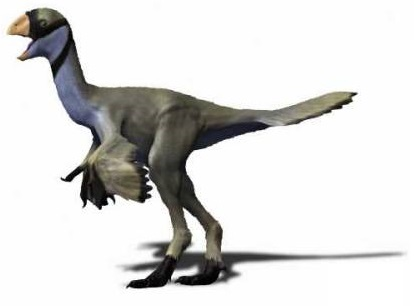
Реконструкція
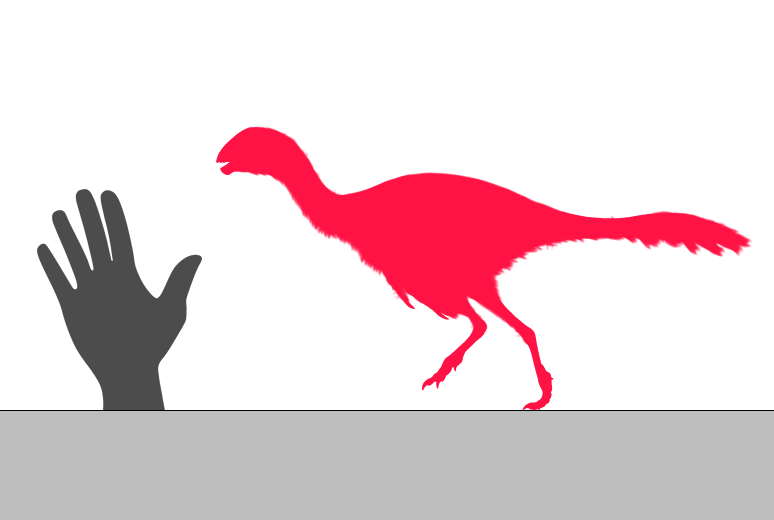
Порівняння розмірів